# Подраст
Подраст е термин от горското стопанство, с който се определя новото поколение гора. Това са „появили се по естествен начин или изкуствено внесени под склопа на зрелия дървостой екземпляри от дървесни видове, на които се разчита за възобновяване на насаждението“. Терминът може да се отнася както до главния дървесен вид в гората (т.е. вида, който при съответните екологични и икономически условия е най-подходящ за отглеждане), така и до второстепенните видове.
В подраста се включват фиданки на възраст от 1 година до дръвчета, които на височина достигат половината от височината на дървостоя. Фиданките на възраст до 1 година се наричат поници. Произходът на подраста може да е семенен или издънков.
Терминът подраст не бива да се бърка с термините подлес и подгон. За разлика от тях, подрастът е способен да се превърне в основен слой на насаждението. Наличието на подраст е индикатор за достигнатата възобновителна зрелост на горското насаждение. От неговия състав, разпределение, количество и качество зависи бъдещият дървостой, а оттам и повечето горскостопански дейности. Заради това описанието на подраста е основен фактор при планирането на възобновителната сеч. В зависимост от обоснованите стопански цели могат да се провеждат лесовъдски мероприятия, които подпомагат появата на подраст, или обратно – мероприятия по задържане на естественото възобновяване на насаждението.
Според Наредбата за сечите в горите (чл. 44) дейностите по опазването на подраста включват „прилагане на подходяща техника и технология при сечта и извоза на материалите; почистване на сечищата; ограждане на възобновителните участъци; провеждане на сечта в сезони и срокове, съобразени с биологичните изисквания на дървесните видове, грижи за подраста“.